# Bagrat II d'Abkhàzia
Bagrat II d'Abkhàzia (mort vers 930) fou un príncep d'Abkhàzia del segle x.
Bagrat era el segon fill de Constantí III d'Abkhàzia. A la mort del seu pare el seu germà gran Jordi II d'Abkhàzia fou proclamat rei. Bagrat tenia un fort partit al seu entorn i va reclamar la corona amb el seu suport sent aclamat con Bagrat II d'Abkhàzia. Va esclatar una guerra civil i Bagrat va rebre el suport del seu sogre el duc Gurguèn II de Tao conegut com a Gurguèn II d'Artani (mort el 941, duc de l'Alt Tao i duc d'Artanudji-Calarzene, regnant del 918 al 941) 
La lluita va durar uns set anys i es va acabar amb la mort sobtada de Bagrat el 930. De la seva esposa, l'única filla de Gurguèn d'Artani, no va tenir fills. El seu germà va regnar fins al 957.